# José Tribolet
José Manuel Nunes Salvador Tribolet é professor catedrático do Departamento de Engenharia Informática (DEI) do IST. Actualmente, é o presidente da comissão executiva e do conselho de directores do INESC. 
Nascido a 20 de Dezembro de 1949. Fez os estudos secundários no Colégio Militar, em Lisboa, tendo terminado com a classificação final de 20 valores. Em 1971, licenciou-se em Engenharia Electrotécnica, pelo Instituto Superior Técnico (IST), com a classificação final de 18 valores. A partir de 1972 frequentou o Massachussetts Institute of Technology (MIT), onde, em Janeiro de 1975 obteve o grau de "Master of Science in Electrical Engineering”, e em Junho de 1977, obteve o grau de "Doctor of Science on Electrical Engineering and Computer Science”.
Obteve o grau de Agregado em Engenharia Elecrotécnica, no IST, em 1979. Frequentou, como Visiting Sloan Fellow, uma PósGraduação em Sistemas de Informação Empresariais, na Sloan School of Management, do MIT, de Setembro de 1997 a Junho de 1998.
- É Professor Catedrático do IST desde Dezembro de 1979.
- É membro do Conselho Geral da UTL, desde 2009.
- É Presidente da Direcção do Instituto de Engenharia de Sistemas e Computadores (INESC), desde a sua fundação em 1980.
- É membro da Academia de Engenharia de Portugal, desde a sua fundação.
- É membro Conselheiro da Ordem dos Engenheiros e foi Presidente do seu Colégio de Engenharia Informática da OE (1998-2003) e membro do CAQ – Conselho de Acreditação e Qualificação da OE (2004-2010).
- É membro do Conselho Consultivo do Grupo Portugal Telecom.
- É vogal executivo do Conselho de Administração da AITEC OEIRAS, SA.
- É vogal não executivo do Conselho de Administração da Sociedade Taguspark, SA.
- Foi investigador no Accoustics Research Department dos Laboratórios Bell, nos EUA, onde se deslocou regularmente como cientista convidado durante toda a década de 80, e onde passou semestres sabáticos em 1981-82 e 1988-89.
- Foi cientista convidado do Basic Research Laboratory da NTT em Tokyo, de Fevereiro a Maio de 1989.
- Foi fundador e Presidente do FUNDETEC, desde a sua criação em 1984 até ao seu encerramento em 1998.
- Foi promotor da criação da primeira incubadora tecnológica portuguesa, a AITEC, SGPS, SA, em 1987, a qual já criou mais de 60 empresas, entre as quais se distinguem hoje a NOVABASE, LINK CONSULTING, TECMIC, BEACTIVE e RUMOS.
- Foi membro do Conselho Consultivo da FLAD - Fundação Luso - Americana para o Desenvolvimento, desde a sua criação em 1985 até 2000.
- Foi Presidente do Departamento de Engenharia Electrotécnica e Computadores (1984-1988) e do Departamento de Engenharia Informática (2000-2002) do IST. Foi VicePresidente para a Pós-Graduação do DEI até 2007.
- Presentemente é Responsável pelos Programas de Formação Avançada (DFAs) do 3º Ciclo Bolonha, para Profissionais, do DEI/IST onde se destaca o POSI-E3 – PósGraduação em Sistemas de Informação, especialização em Engenharia Empresarial, um exigente curso anual para profissionais, que criou em 1999, e que está na sua XIII edição.

Prémios e Distinções
Entre os diversos prémios que possui, destaque para o IEEE ASSP 1979 Best Paper Award pelo seu trabalho no domínio da aplicação do Processamento Digital de Sinais para exploração Sísmica, e ainda para IEEE ASSP 1984 Best Paper Award pelo seu trabalho no domínio das aplicações do Processamento Digital de Sinais nas Telecomunicações.  
Foi considerado Personalidade do Ano da Sociedade de Informação em 2008, pela APDSI. Foi distinguido com o Prémio Rotary Carreira Profissional 2010.